# كريس كير (متسابق دراجات نارية)
كريس كير (بالإنجليزية: Chris Kerr)‏ هو متسابق دراجات نارية أمريكي، ولد في 28 يونيو 1984 في أوبورن في الولايات المتحدة.